# 127477 Fredalee
127477 Fredalee este o planetă minoră (asteroid) din centura de asteroizi. A fost descoperită pe 14 septembrie 2002 la Goodricke-Pigott Observatory⁠(d) de Roy A. Tucker⁠(d). 
Obiectul prezintă o orbită caracterizată de o semiaxă mare de 2,5621898100674 UAi, o excentricitate de 0,21037393639389, o înclinație de 1,6917321508441 ° în raport cu ecliptica.